# Marietta Gazzaniga
Pour les articles homonymes, voir Gazzaniga.
Marietta Gazzaniga (1824 — 2 janvier 1884) est une soprano d'opéra italienne.

## Biographie
Marietta Gazzaniga nait à Voghera, alors dans le Royaume lombard-vénitien et étudie le chant avec Alberto Mazzucato à Milan. Elle fait ses débuts professionnels en 1840 à Voghera dans le rôle de Jane Seymour dans Anna Bolena de Donizetti et dans le rôle de Romeo dans I Capuleti e i Montecchi de Bellini.
En 1843, elle crée au Teatro Re de Milan le rôle de Bianca dans Luigi V, re di Francia, un opéra composé pour elle par son ancien professeur Alberto Mazzucato.
Elle chante le rôle-titre lors de la première de Luisa Miller de Verdi au Teatro di San Carlo de Naples en 1849. Elle chante l'année suivante le rôle de Lina lors de la création de Stiffelio de Verdi à Trieste.
Elle commence à chanter à La Scala en 1851. En 1852 elle chante Gilda dans Rigoletto de Verdi à Bergame. La production est considérée comme un échec à cause de la performance de Gazzaniga. Énervé à ce moment-là, Verdi affirme qu'il n'a également pas aimé les interprétations de Marietta lors des premières de Luisa Miller et de Stiffelio. La même année elle interprète également le rôle-titre dans Norma de Bellini et le rôle de Paolina dans Poliuto de Donizetti.
Elle effectue une tournée en Amérique du Nord et en Amérique centrale. Lors de sa première tournée, qui commence en 1857, son mari, le comte Malaspina, meurt de la variole sur le bateau en route pour La Havane. Elle fait une tournée aux Amériques chaque année jusqu'en 1870. À la fin de sa carrière elle chante des rôles de mezzo-soprano, par exemple elle refuse le rôle de Leonora dans Il trovatore de Verdi et chante à la place le rôle d'Azucena.
Elle meurt à Milan en 1884 à l'âge de 60 ans.

## Sources
- (en) Cet article est partiellement ou en totalité issu de l’article de Wikipédia en anglais intitulé « Marietta Gazzaniga » (voir la liste des auteurs).